# カタニアス
カタニアス(Catanies)は、スペインのビラフランカ・ダル・パナデス及びその周辺の町のチョコレート菓子である。カタルーニャ州特産のアーモンドであるマルコナ(Marcona)をトーストし、最初にキャラメル、次にホワイトチョコレート、またはアーモンド、ヘーゼルナッツ、牛乳の混合物の厚い層で覆う。最後に少量の砂糖を混ぜたブラックチョコレートのパウダーを振りかける。
ギフトとして贈ったり、コーヒーを添えて食後に食べたりする。